# Bohuňovské skály
Bohuňovské skály jsou skalní útvary nalézající se v údolí říčky Křetínky necelý kilometr západně od obce Bohuňov v okrese Svitavy. Někdy jsou nazývány také Zemská brána (údolí zde protíná historická hranice Čech a Moravy).
Bohuňovské skály tvoří součást přírodního parku Údolí Křetinky. Samotné Bohuňovské skály jsou tvořeny skalnatou soutěskou v údolí říčky Křetínky, která zde obnažila téměř 150 m dlouhé a až 50 m vysoké amfibolitové skalní výchozy. Na těchto výchozech je místy detailně zřetelné provrásnění tzv. ptygmatickými vrásami.

## Pověsti
Podle pověsti chtěl skálami přehradit čert údolí a zamezit tak přístupu slovanských věrozvěstů Cyrila a Metoděje z Moravy do Čech.

## Fotogalerie

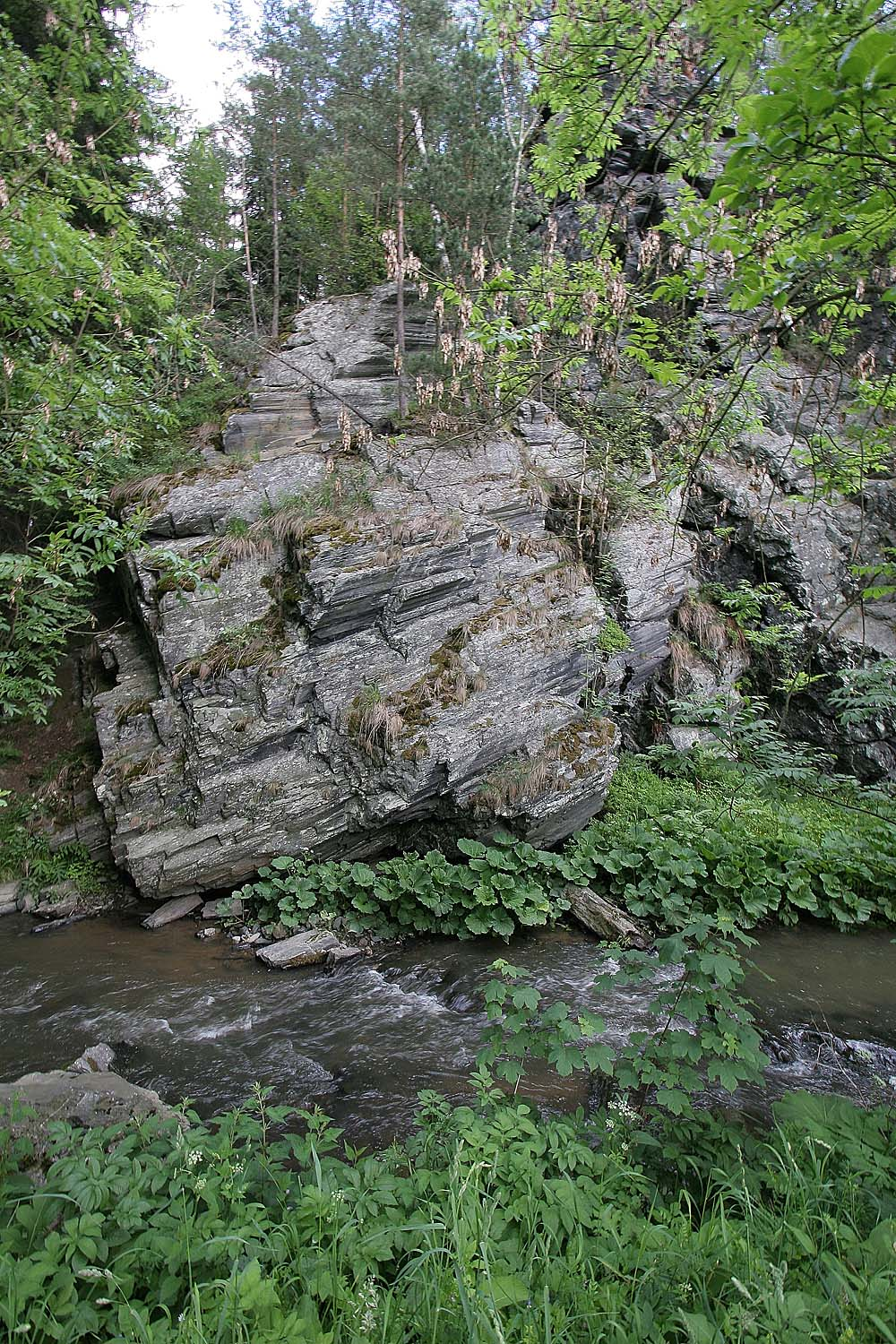
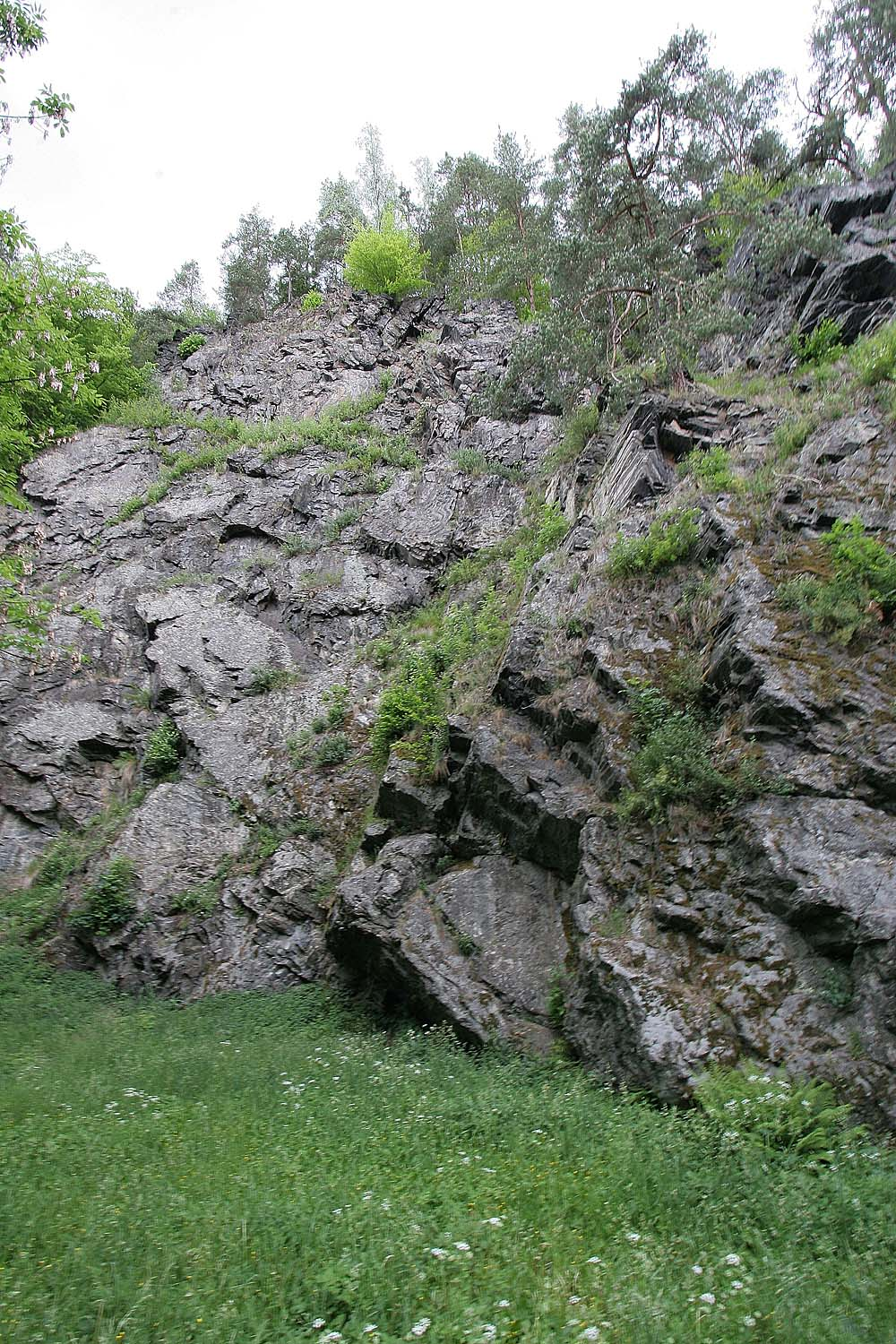
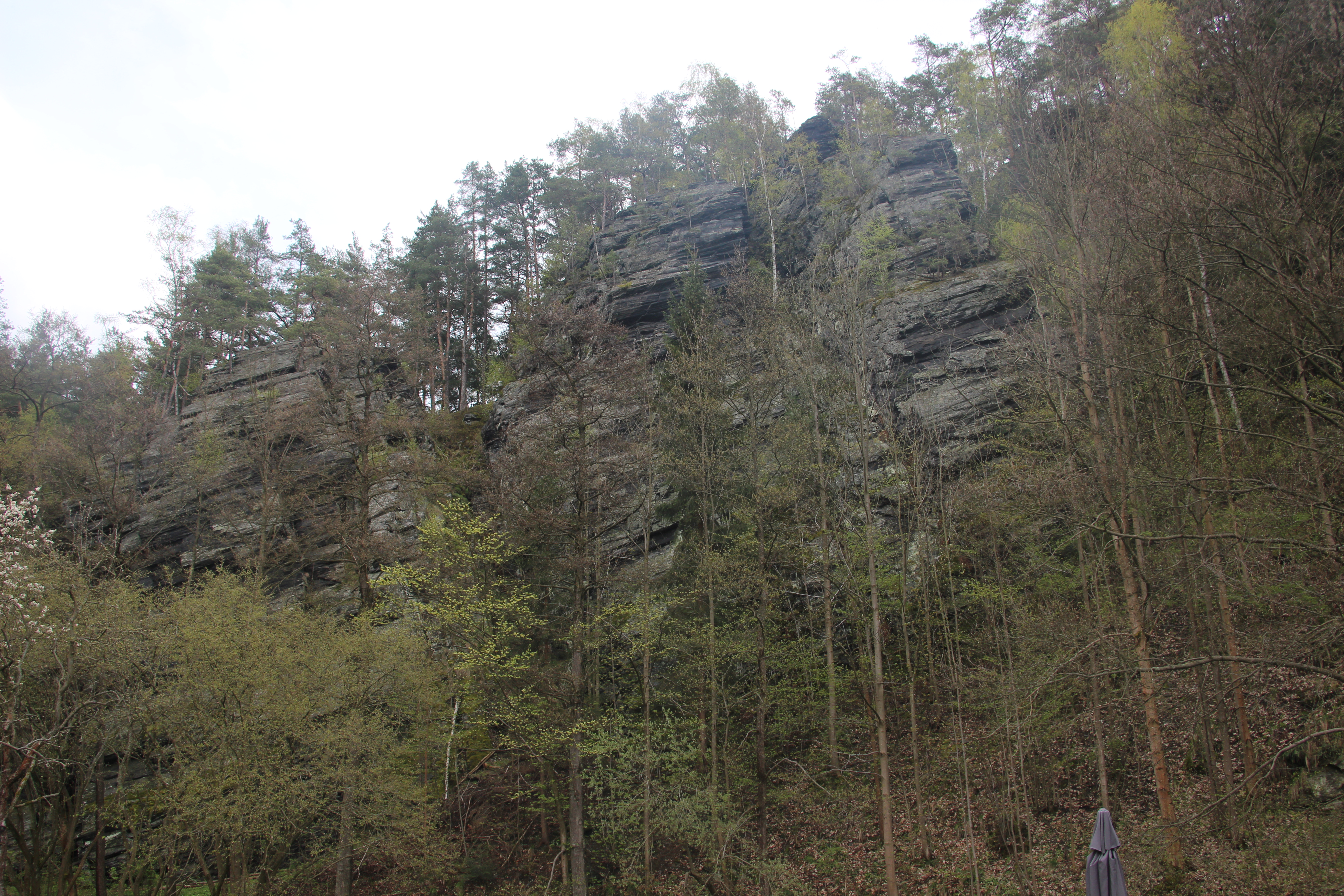
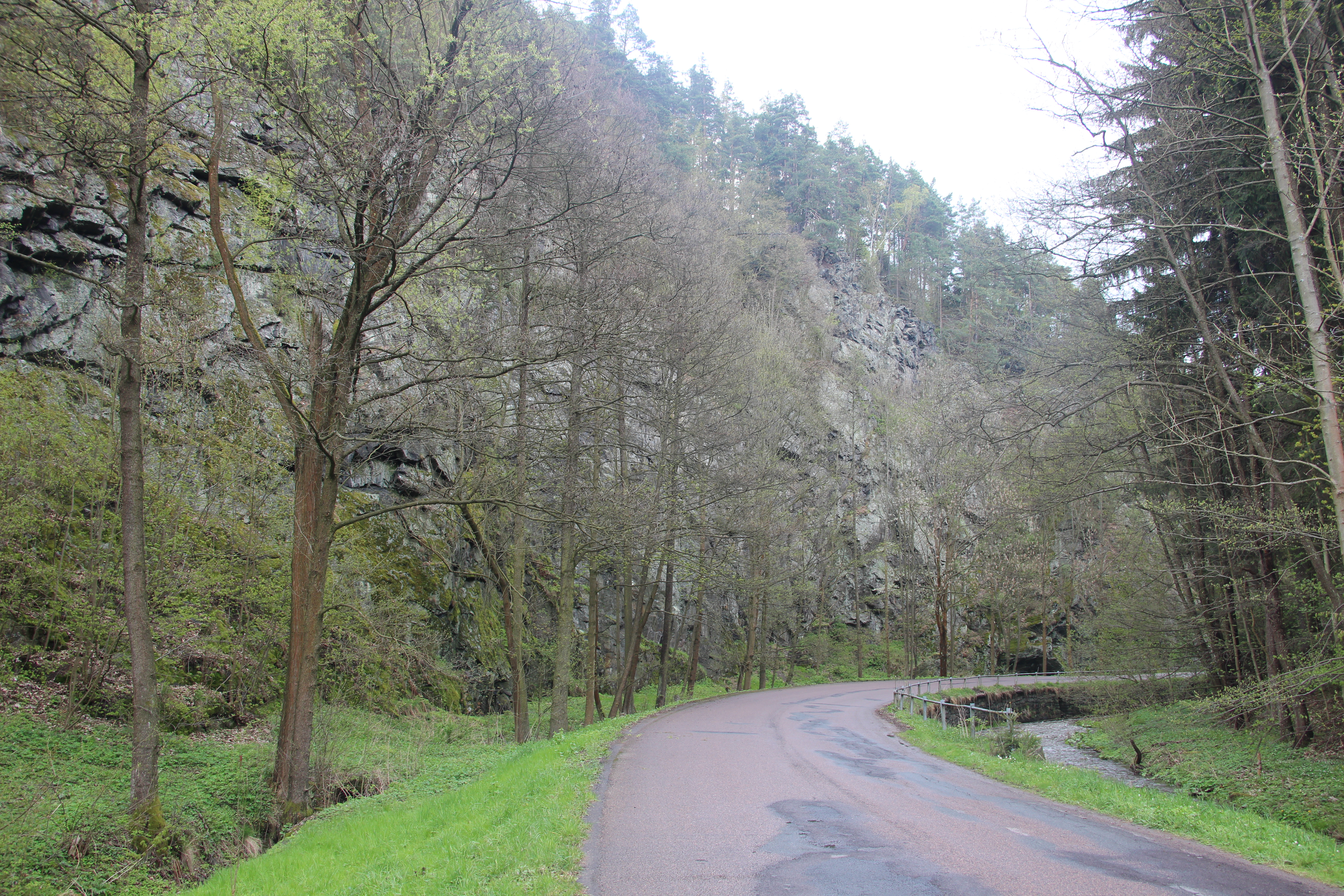